# (9762) Hermannhesse
(9762) Hermannhesse (1991 RA5) – planetoida z pasa głównego asteroid okrążająca Słońce w ciągu 3,37 lat w średniej odległości 2,25 j.a. Odkryta 13 września 1991 roku.